# Ніко ван Керкговен
Ніко ван Керкговен (нід. Nico Van Kerckhoven, нар. 14 грудня 1970, Лір) — бельгійський футболіст, що грав на позиції півзахисника.
Виступав, зокрема, за клуби «Лірс» та «Шальке 04», з якими вигравав національні трофеї, а також національну збірну Бельгії.

## Клубна кар'єра
У дорослому футболі дебютував 1990 року виступами за «Лірс», в якому провів вісім сезонів, взявши участь у 212 матчах чемпіонату. Більшість часу, проведеного у складі «Лірса», був основним гравцем команди, допомігши команді виграти чемпіонат і  Суперкубок Бельгії у 1997 році.
Своєю грою привернув увагу представників тренерського штабу німецького «Шальке 04», до складу якого приєднався влітку 1998 року. Відіграв за клуб з Гельзенкірхена наступні шість сезонів своєї ігрової кар'єри. Граючи у складі «Шальке» також здебільшого виходив на поле в основному складі команди. З «кобальтовими» Ніко двічі виграв кубок Німеччини і також став володарем кубка Інтертото в 2003 році.
Протягом сезону 2004–05 років захищав кольори «Боруссії» (Менхенгладбах).
Завершив професійну ігрову кар'єру у «Вестерло», за команду якого виступав протягом 2005–2010 років.

## Виступи за збірну
29 травня 1996 року в матчі проти збірної Італії ван Керкговен дебютував за збірну Бельгії.
1998 року він був включений в заявку національної команди на участь у чемпіонаті Світу в  Франції . На турнірі Ніко зіграв тільки в матчі проти Південної Кореї.
2000 року ван Керкговен взяв участь в домашньому чемпіонаті Європи. На турнірі він зіграв в поєдинках проти  збірних Швеції, Туреччини та Італії.
2002 року Ніко вдруге взяв участь у чемпіонаті світу в Японії і Південній Кореї. На турнірі він вперше вийшов на поле в заключному поєдинку групового етапу проти збірної Росії, а також відіграв всю зустріч 1/8 фіналу проти збірної Бразилії. Матч проти майбутніх чемпіонів світу став для ван Керкговена останнім у футболці національної команди і відразу після завершення мундіалю Ніко завершив кар'єру у збірній.
Протягом кар'єри у національній команді, яка тривала 7 років, провів у формі головної команди країни 42 матчі, забивши 3 голи.

## Титули і досягнення
- Чемпіон Бельгії (1):

«Лірс»: 1996-97
- Володар Суперкубка Бельгії (1):

«Лірс»: 1997
- Володар Кубка Німеччини (2):

«Шальке 04»: 2000-01, 2001-02
- Володар Кубка Інтертото (1):

«Шальке 04»: 2003